# Sunsoft
Sunsoft es una compañía japonesa de desarrollo de videojuegos, fundada en 1985 como división de Sun Corporation de América.
Originalmente, se especializó en crear los juegos para el mercado casero de videoconsola, específicamente los juegos de NES, PC, y también los juegos de arcade, basados generalmente en las licencias populares de la película o serie del momento (Batman, Los Locos Addams, Looney Tunes). En 1995, se reestructuraron, casi arruinados, y volvieron a la creación de videojuegos para Sony PlayStation y Gameboy Color. Durante este tiempo también produjeron títulos tales como Eternal Eyes, Blaster Master: Blasting Again y Blaster Master: Enemy Below que salieron en occidente. Después por diversos motivos, como la transición de las consolas de siguiente generación (Dreamcast, PS2, XBOX, Game Cube) con los consiguientes altos costes de producción de los juegos, obligaron a Sunsoft cerrar sus oficinas americanas y europeas, pero siguió operando en Japón sacando posteriormente juegos de RPG, Pachinko y demás juegos de temática japonesa.
El 24 de diciembre de 2021, Sunsoft tuiteó a sus fanáticos pidiendo sugerencias para rehacer sus juegos antiguos.

## Títulos más importantes
- ACME Animation Factory (Super NES)
- Aero the Acro-Bat (Super NES, Mega Drive)
- Aero the Acro-Bat 2 (Super NES, Mega Drive)
- Astra Super Stars (ST-V Sega Titan Video), Sega Saturn)
- Babapapa (PlayStation)
- Batman (Mega Drive)
- Batman (NES, Game Boy)
- Batman (TurboGrafx-16)
- Batman: Revenge of the Joker (NES, Mega Drive, Game Boy)
- Blaster Master series (NES, Game Boy, Sega Genesis, PlayStation, Game Boy Color, Wii)
- Bugs Bunny Rabbit Rampage (Super Nintendo)
- Chô Wakusei Senki Metafight (Nintendo Entertainment System, solo Japón)
- Clock Tower 3 (PlayStation 2, distribuido por Capcom en América)
- Chameleon Twist(Nintendo 64)
- Chameleon Twist 2 (Nintendo 64)
- Daedalian Opus (Game Boy)
- Daze Before Christmas (Super Nintendo, Mega Drive)
- The Death and Return of Superman (Super NES, Mega Drive)
- Eternal Eyes (PlayStation)
- Fester's Quest (Nintendo Entertainment System)
- Final Fantasy Adventure  (Game Boy, En conjunto con SquareSoft)
- Flashback (Super Nintendo, solo Japón)
- Freedom Force (NES)
- Galaxy Fight: Universal Warriors (Neo Geo)
- Gimmick! (Famicom / NES, solo Japón y Escandinavia)
- Gremlins 2 (NES)
- Hard Edge (PlayStation)
- Hebereke series (NES, SNES, PlayStation, Sega Saturn, Arcade)
- Initial D: Takahashi Ryōsuke no Taipingu Saisoku Riron (PlayStation 2)
- Lemmings (NES, SNES)
- Logical (videojuego) (Nintendo Entertainment System)
- Looney Tunes (Game Boy)
- Looney Toons: Daffy Duck (Game Boy)
- Meta Fight EX (Game Boy Color, solo Japón)
- Mitokoumon (Nintendo Entertainment System)
- Monsterseed (PlayStation)
- Myst (Sega Saturn)
- Pirates of Dark Water (Mega Drive, SNES)
- Power Quest (Game Boy Color)
- Project S-11 (Game Boy Color)
- Road Runner: Death Valley Rally (Super NES)
- Shangai: True Valor (PlayStation)
- Spy Hunter (Nintendo Entertainment System)
- Super Fantasy Zone (Mega Drive)
- Waku Waku 7 (Neo Geo, Sega Saturn)
- Zero the Kamikaze Squirrel (Super NES, Mega Drive)
- Ufouria: The Saga (NES)